# Mary's Hill
Mary's Hill es una localidad de Trinidad y Tobago, que forma parte de la parroquia de St. David.

## Geografía
La localidad abarca parte de la isla de Tobago y limita al norte con Arnos Vale, al sur con Black Rock (localidad perteneciente a la parroquia de St. Patrick), al este con Les Coteaux y Whim y al oeste con Bethesda y Plymouth. 

## Demografía
Datos demográficos de la localidad de Mary's Hill:
| Gráfica de evolución demográfica de Mary's Hill entre 2000 y 2011 |
|                                                                   |